# اسقف‌نشین کاتولیک رومی تهران-اصفهان
خلیفه‌گری یا اسقف‌نشین کاتولیک رومی تهران-اصفهان (لاتین: Archidioecesis Teheranensis-Hispahanensis Latinorum) سازمان کلیسای کاتولیک روم در ایران است.
بیشتر کاتولیک‌های رومی در ایران جز تعداد کمی از افراد محلی آیین لاتین بیگانگان ساکن در این کشور هستند.

## تاریخچه
قلمرو اسقف توسط اخوان ایتالیایی دومینیکن در ۱۲ اکتبر ۱۶۲۹ هنگامی که اصفهان پایتخت امپراتوری صفوی بود تأسیس شد. کلیسای جامع در حومه آن زمان مسیحیان نیوجلفا واقع شده بود.
جامعه کاتولیک کوچک در اصفهان با هجوم افغانها به این شهر در سال ۱۷۲۲ هلاک شد. در نتیجه، اسقف اعظم از طرف بغداد تنها با تعداد معدودی از خانواده‌های کاتولیک که در اصفهان زنده مانده بودند اداره می‌شد.
پاپ فرانسیس در ژانویه ۲۰۲۱ نام این اسقف‌نشین را از اسقف‌نشین اصفهان به اسقف‌نشین تهران-اصفهان تغییر داد.